# Jeff Grayer
Jeffrey Grayer (Flint, Míchigan; 17 de diciembre de 1965) es un exjugador de baloncesto estadounidense que jugó durante nueve temporadas en la NBA, para posteriormente hacerlo en la CBA. Con 1,96 metros de altura, lo hacía en la posición de escolta.

## Trayectoria deportiva

### Universidad
Jugó durante cuatro temporadas con los Cyclones de la Universidad de Iowa State, en las que promedió 20,0 puntos y 7,3 rebotes por partido. Fue elegido en tres ocasiones en el mejor quinteto de la Big Eight Conference, liderando la misma en anotación en su última temporada.  En 1988 fue incluido además en el segundo equipo All-American.

### Juegos Olímpicos
Fue elegido para representar a su país con su selección en los Juegos Olímpicos de Seúl 1988, donde consiguieron la medalla de bronce. Su mejor partido lo jugó ante la selección de China, en la primera fase, en el que consiguió 12 puntos y 8 rebotes.

### Profesional
Fue elegido en la decimotercera posición del Draft de la NBA de 1988 por Milwaukee Bucks, donde jugó 4 temporadas. Tras cumplir contrato firmó como agente libre por Golden State Warriors, donde permaneció dos temporadas, siempre como hombre de banquillo. En la temporada 1994-95 firma por Philadelphia 76ers, donde eun su única temporada no logra convencer a los técnicos del equipo. Sin hueco en la NBA, opta por ir a jugar a la liga menor CBA, con los Rockford Lightning, con los que por fin obtiene minutos de juego.
En temporada 1996-97 regresa a la gran competición, firmando un contrato por diez días con Sacramento Kings. A partir de ese momento se repetirían sus pequeñas incursiones en la NBA con apariciones en la CBA, jugando algún partido con los Charlotte Hornets y los Warriors antes de finalizar su carrera deportiva en los Quad City Thunder de la CBA en 1999.

## Estadísticas de su carrera en la NBA
|  | Líder de la liga |

### Temporada regular
| Año     | Equipo       | PJ  | PT  | MPP  | %TC  | %3P  | %TL  | RPP | APP | ROB | TPP | PPP |
| ------- | ------------ | --- | --- | ---- | ---- | ---- | ---- | --- | --- | --- | --- | --- |
| 1988–89 | Milwaukee    | 11  | 2   | 18.2 | .438 | .000 | .850 | 3.2 | 2.0 | 0.9 | 0.1 | 7.4 |
| 1989–90 | Milwaukee    | 71  | 40  | 20.1 | .460 | .125 | .651 | 3.1 | 1.5 | 0.7 | 0.1 | 7.7 |
| 1990–91 | Milwaukee    | 82  | 7   | 17.3 | .433 | .000 | .687 | 3.0 | 1.5 | 0.6 | 0.1 | 6.4 |
| 1991–92 | Milwaukee    | 82  | 11  | 20.2 | .448 | .288 | .667 | 3.1 | 1.8 | 0.8 | 0.2 | 9.0 |
| 1992–93 | Golden State | 48  | 12  | 21.4 | .467 | .143 | .669 | 3.3 | 1.5 | 0.6 | 0.2 | 8.8 |
| 1993–94 | Golden State | 67  | 4   | 16.4 | .526 | .167 | .602 | 2.9 | 0.9 | 0.5 | 0.2 | 6.8 |
| 1994–95 | Golden State | 47  | 25  | 23.4 | .428 | .333 | .699 | 3.2 | 1.6 | 0.6 | 0.1 | 8.3 |
| 1996–97 | Sacramento   | 25  | 0   | 12.6 | .458 | .364 | .550 | 1.5 | 1.0 | 0.3 | 0.3 | 3.6 |
| 1997–98 | Charlotte    | 1   | 0   | 11.0 | .000 | .000 | .000 | 0.0 | 1.0 | 0.0 | 0.0 | 0.0 |
| 1997–98 | Golden State | 4   | 0   | 5.8  | .571 | .667 | .000 | 1.0 | 0.3 | 0.5 | 0.0 | 2.5 |
| Total   | Total        | 438 | 101 | 18.9 | .457 | .255 | .663 | 3.0 | 1.4 | 0.6 | 0.1 | 7.4 |

### Playoffs
| Año     | Equipo       | PJ | PT | MPP  | %TC  | %3P  | %TL  | RPP | APP | ROB | TPP | PPP |
| ------- | ------------ | -- | -- | ---- | ---- | ---- | ---- | --- | --- | --- | --- | --- |
| 1989–90 | Milwaukee    | 4  | 0  | 3.0  | .000 | .000 | .000 | 0.5 | 0.3 | 0.0 | 0.0 | 0.0 |
| 1990–91 | Milwaukee    | 3  | 0  | 12.3 | .385 | .000 | .833 | 2.0 | 2.0 | 0.3 | 0.0 | 5.0 |
| 1993–94 | Golden State | 3  | 0  | 15.3 | .550 | .000 | .667 | 2.0 | 0.3 | 0.3 | 0.3 | 8.0 |
| Total   | Total        | 10 | 0  | 9.5  | .485 | .000 | .778 | 1.4 | 0.8 | 0.2 | 0.1 | 3.9 |